# Complesso Umberto I
Il Complesso Umberto I è un insieme di conventi ed edifici situato nella parte alta del centro storico di Salerno.
Dagli orfani dell'epoca è ricordato con il nome "Il serraglio".

## Storia
Nel 1810, con l'abolizione degli ordini religiosi nel Regno delle Due Sicilie, le strutture conventuali conclusero le loro attività e furono adibite a deposito dei mendici che nel 1813 prese il nome di "Ospizio San Ferdinando". Dal 1818  ospitò anche gli orfanelli tra i sette e i diciotto anni, funzione a cui fu adibito interamente a partire dal 1851, anno in cui i mendici furono trasferiti nel convento della Madonna delle Grazie. Con l'ascesa al trono di Umberto I di Savoia la struttura fu rinominata "Orfanotrofio Umberto I", denominazione con cui viene identificato tutt'oggi l'intero complesso. Nel 1971 con decreto del Presidente della Repubblica furono aggiornate le norme statutarie e perse il nome di Orfanotrofio per diventare "Istituto Maschile Umberto I - Ente Morale di Assistenza e Beneficenza", il cui obiettivo era quello di istruire gli alunni ed avviarli ad un mestiere. Nel 1977 l'ente venne sciolto e tutte le strutture furono affidate al Comune di Salerno.

## Composizione
Il complesso è costituito, nella sua conformazione attuale, da due ex-conventi, da un conservatorio di musica e da un auditorium.

### Convento di San Nicola della Palma
Fu occupato dai padri benedettini dalla sua erezione avvenuta tra il 1080 e il 1088 per volere dell'abate Leone durante l'arcivescovado di Alfano I, fino al 1407, anno in cui per istanza della Regina Margherita di Durazzo fu ceduto ai Frati Osservanti. Dopo aver seguito le sorti del complesso è stato ristrutturato agli inizi del XXI secolo ed è stato adibito a sede di un laboratorio di ricerche biomediche (EBRIS).

### Convento di San Lorenzo al Monte
Fu precedentemente di proprietà delle Suore Clarisse, alle quali lo aveva donato, nel 1295, Giovanni da Procida, che aveva tra esse sua figlia Giovanna, acquistandolo dai padri benedettini, che vi dimoravano dalla sua fondazione – non si sa bene se nell'anno 963 o 872 – ad opera di Gisulfo I di Salerno. Dopo i lavori di ristrutturazione portati avanti alla fine del XX secolo è stato adibito ad Archivio Storico Comunale.

### Conservatorio Giuseppe Martucci
Fulcro dell'ospizio e poi dell'orfanotrofio, deriva proprio dalla Scuola di Musica che fu istituita nell'ospizio "San Ferdinando" all'inizio del 1819.

### Auditorium Umberto I
L'idea per la realizzazione di un nuovo auditorium nacque alla fine degli anni ottanta, per meglio soddisfare le richieste del conservatorio e per fornire maggiori servizi alla parte alta del centro storico di Salerno. I lavori iniziarono negli anni novanta nell'area tra il San Nicola e il San Lorenzo, fino ad allora occupata da un terrapieno. Il progetto, tuttavia, non fu portato a termine a causa della rinuncia dell'impresa che si stava occupando dei lavori di restauro di tutto il complesso. Soltanto nel 2015, dopo 20 anni di abbandono, grazie ad un finanziamento europeo è stato possibile riappaltare l'opera e completarla.

## Il complesso oggi
Dopo anni di abbandono prima e di lavori poi, il complesso è stato completamente recuperato e rifunzionalizzato nel 2016, con l'ultimazione dei lavori per la realizzazione dell'auditorium e per la ristrutturazione del conservatorio.